# Philip Geister
Philip Geister, född 1963, är en tyskfödd jesuit och präst verksam i Sverige. Han är rektor för Newmaninstitutet och lektor i teologi. Han tillhör redaktionen för tidskriften Signum.
Geister disputerade 1996 på avhandlingen Aufhebung zur Eigentlichkeit: zur Problematik kosmologischer Eschatologie in der Theologie Karl Rahners.